# Saratowskie Linie Lotnicze

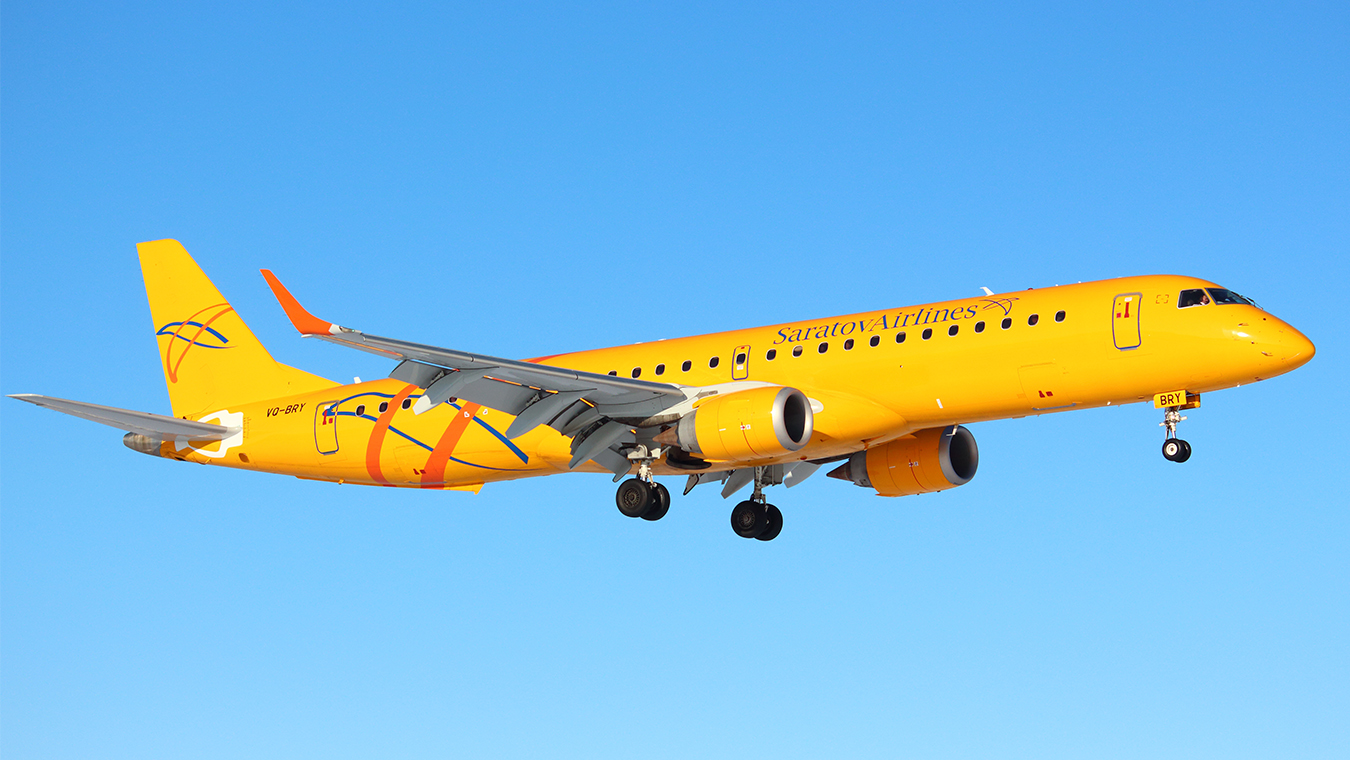
Embraer 195 Saratowskich Linii Lotniczych

Saratowskie Linie Lotnicze (ros. Саратовские авиалинии, do 2013 pod nazwą Saravia) – istniejąca do 2018 r. rosyjska linia lotnicza z siedzibą w Saratowie. Linia obsługiwała połączenia czarterowe oraz rejsowe. Linia najczęściej operowała na trasach wewnątrz Rosji

## Wypadki
11 lutego 2018 roku samolot An-148 Saratowskich Linii Lotniczych rozbił się w rejonie ramieńskim pod Moskwą. Na pokładzie było 65 osób i 6 członków załogi. Nikt nie przeżył.